# DVD-R
Il DVD-R è un tipo di disco ottico scrivibile una sola volta che dispone di una capacità dichiarata di 4,7 GB. I produttori di DVD intendono però GB come "miliardo" e non come "10243" come normalmente concepito in informatica, facendo sì che la effettiva capacità dei DVD sia di 4.706.074.624 Byte (ovvero 4.595.776 KiB, ovvero 4.488 MiB, ovvero 4,382 GiB). Questo tipo di supporto rappresenta un'evoluzione dei dischi CD-R, che dispongono di una capienza nettamente inferiore.
Il formato DVD-R è stato sviluppato dalla Pioneer nell'autunno 1997, originariamente con la capacità di 3,95 GB. È gestito dalla maggior parte dei lettori DVD ed è approvato dal DVD Forum. Pioneer ha sviluppato anche una versione Dual Layer da 8,5 GB (7,95 GB reali) che è apparsa sul mercato nel 2005.
Un formato concorrente è il DVD+R. I drive ibridi, che possono gestire entrambi i supporti, sono spesso etichettati DVD±R e Super Multi (il quale include anche il supporto DVD-RAM) e sono molto diffusi.
Il DVD-R si suddivide in due formati: "DVD-R for Authoring" e "DVD-R for general use". Il primo è destinato alla creazione di copie protette da copyright e il secondo ad un uso più generale, che però non è compatibile con i sistemi di protezione dei DVD-Video. Inoltre, entrambi i formati possiedono un'importante differenza nella lunghezza d'onda del laser: 635 nm per i DVD Authoring e 650 nm per i DVD di uso generale.
A differenza del DVD+R, il DVD-R deve essere finalizzato per la lettura su drive esterni e non ha il sistema ADIP di tracciamento e di controllo della velocità, il quale rende il DVD+R meno suscettibile agli errori.